# Clot de la Font
El Clot de la Font és un paratge natural situat a pocs quilòmetres del nucli urbà de Tavernes de la Valldigna. És un brollador natural on naix el Badell, afluent del riu Vaca, en la falda de la Muntanya de l'Ombria. La seua proximitat al nucli urbà el converteix en un itinerari molt recorregut per a practicar esports o simplement per a gaudir d'un passeig per la natura.
El seu entorn és apreciat com a lloc emblemàtic d'ocii per a la pràctica del senderisme.
És molt típic en el Clot de la Font la celebració cada any del Porrat del Dia de la Sang el segon dimecres dimecres de juliol.